# 川島浪速
川島 浪速（かわしま なにわ、慶応元年12月7日（1866年1月23日） - 昭和24年（1949年）6月14日）は、日本の大陸浪人。満蒙独立運動の先駆者として知られる。

## 来歴
信濃国松本城下（現長野県松本市）に松本藩士川島良顕と、その妻・栄子の長男として生まれる。出生時には父親が長州征討のため大坂に出陣中であったため、「浪速」と命名された。明治8年（1875年）に一家で東京に移住。その後、東京外国語学校に入学し中国語を学ぶ。明治19年（1886年）に同校を退学、同年に上海に渡航し、中国各地を見聞する。明治22年（1889年）、病を得て帰国。
明治27年（1894年）、日清戦争が勃発すると、陸軍通訳官として従軍、中国大陸から台湾に転戦する。明治29年（1896年）、台湾総督・乃木希典の知遇を得て、台湾総督府官吏となる。明治33年（1900年）の義和団の乱では再び陸軍通訳官として派遣軍に加わり、後には軍政事務官を兼任し、警察業務に携わる。翌・明治34年（1901年）に行政権が清朝に返還されると、警察業務を評価された川島は清朝に雇用され北京警務学堂の学長に就任し、警察官の養成に尽力した。この時東京外語の同窓生だった二葉亭四迷が北京に来て、警務学堂の提調の職に就いている。清朝に雇用された外国人のなかでもその給料はトップクラスであり、一介の陸軍通訳官としては破格の待遇であった。この頃から清朝の皇族で、清朝八大世襲家の筆頭である粛親王善耆や、粛親王の妹婿で蒙古王公の喀喇沁王グンサンノルブらと親交を結ぶ。
明治44年（1911年）に起こった辛亥革命によって清朝が滅亡すると、日本の陸軍参謀本部の中堅将校と通謀し、粛親王を北京から旅順に脱出させ、翌年、粛親王を擁して第一次満蒙独立運動を計画して実行に移したが、日本政府の計画中止の命令により挫折し同年帰国。計画に関わった将校の中には貴志弥次郎（後の奉天特務機関長）や小磯国昭がいた。
粛親王とは義兄弟の契りを交わしており、大正3年（1914年）には粛親王の第4側妃の子で第14王女である愛新覚羅顯玗（別名・金璧輝、字は東珍）を養女としてもらい受け、川島芳子と名付ける。芳子の他にも粛親王の子女を日本に呼び、教育を受けさせている。なお、芳子の他に粛親王の長男の二女・廉鋁を養女とし、川島廉子として入籍させた。しかし芳子は入籍させておらず、そのため戦後芳子が漢奸罪で国民党に訴追された時に日本人と認められず、処刑されてしまうことになる。
大正5年（1916年）、第2次大隈内閣の「反袁政策」のもとで、参謀本部・関東都督府などの後援を得て、第二次満蒙独立運動を画策したが、この時も日本政府の方針転換と袁世凱の死去などにより失敗に終わった。
その後も、浪速は政府要路に対してしばしば満蒙政策について建言し、満蒙独立を主張した。満州事変の結果、昭和8年（1933年）に満州国が建国されるに当たっては、共和制を排して帝政を主張した。昭和10年（1935年）満州国皇帝となった清朝廃帝・溥儀が来日した際には、皇帝は特別に川島邸に勅使を派遣して、その功をねぎらった。
昭和24年（1949年）、長野県の黒姫で83歳で死去した。墓は松本市蟻ヶ崎の正麟寺にあり、妻・福子（通称フク）、養女・芳子の名が墓石に刻まれている。

## 親族 (既述以外)
実弟の川島順吉（1868年 - 1904年）は、日清戦争に軍夫長として参加し、後に信濃日報の新聞記者となり日露戦争に従軍中に銃弾を受けて死亡した。浪速・順吉の両名と交友のあった横山源之助が順吉の死亡当時に次のような経歴を記している。家族の零落から学業を捨てて日本鉄道に入社し、火夫（機関助士）として働く傍ら労働運動に関わり、1891年に前橋市での政談演説会で弁士となって話した内容が官吏侮辱罪に問われて解雇され､服役した。出獄後は両親や浪速とともに暮らし、日清戦争後は台湾や北海道に渡って事業を企てたが成功せず、一家とともに松本に引き揚げたという。

## 関連書籍
- 会田勉『川島浪速翁』文粹閣 1936年（昭和11年）
- 会田勉『川島浪速翁-伝記・川島浪速』《伝記叢書257》大空社 1997年（平成9年）